# 柴胡状斑膜芹
柴胡状斑膜芹（学名：Hyalolaena bupleuroides）是伞形科斑膜芹属的植物。分布于俄罗斯以及中国大陆的新疆等地，生长于海拔700米至1,700米的地区，一般生长在荒地、农田边和半荒漠中的低山山坡上，目前尚未由人工引种栽培。

## 异名
- Hymenolyma bupleuroides (Schrenk) Korov.